# Karl Ortlob

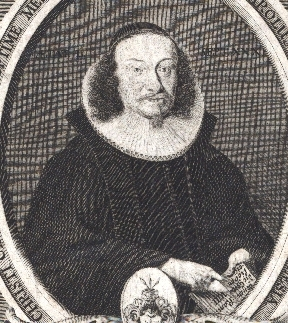
Karl Ortlob

Karl Ortlob (auch: Carl Ortlob; * 17. Januar 1628 in Oels; † 17. August 1678 in Breslau) war ein deutscher evangelischer Geistlicher und Kirchenlieddichter.

## Werke
- Siebenmahl sieben Geistliche Gedancken in gebundener Rede, 1651
- De variis Germanae Poeseos aetatibus exercitatio, 1657